# Transports en Espagne
 (avril 2008).
Cet article présente diverses informations sur les infrastructures de transport en Espagne.

## Transport ferroviaire

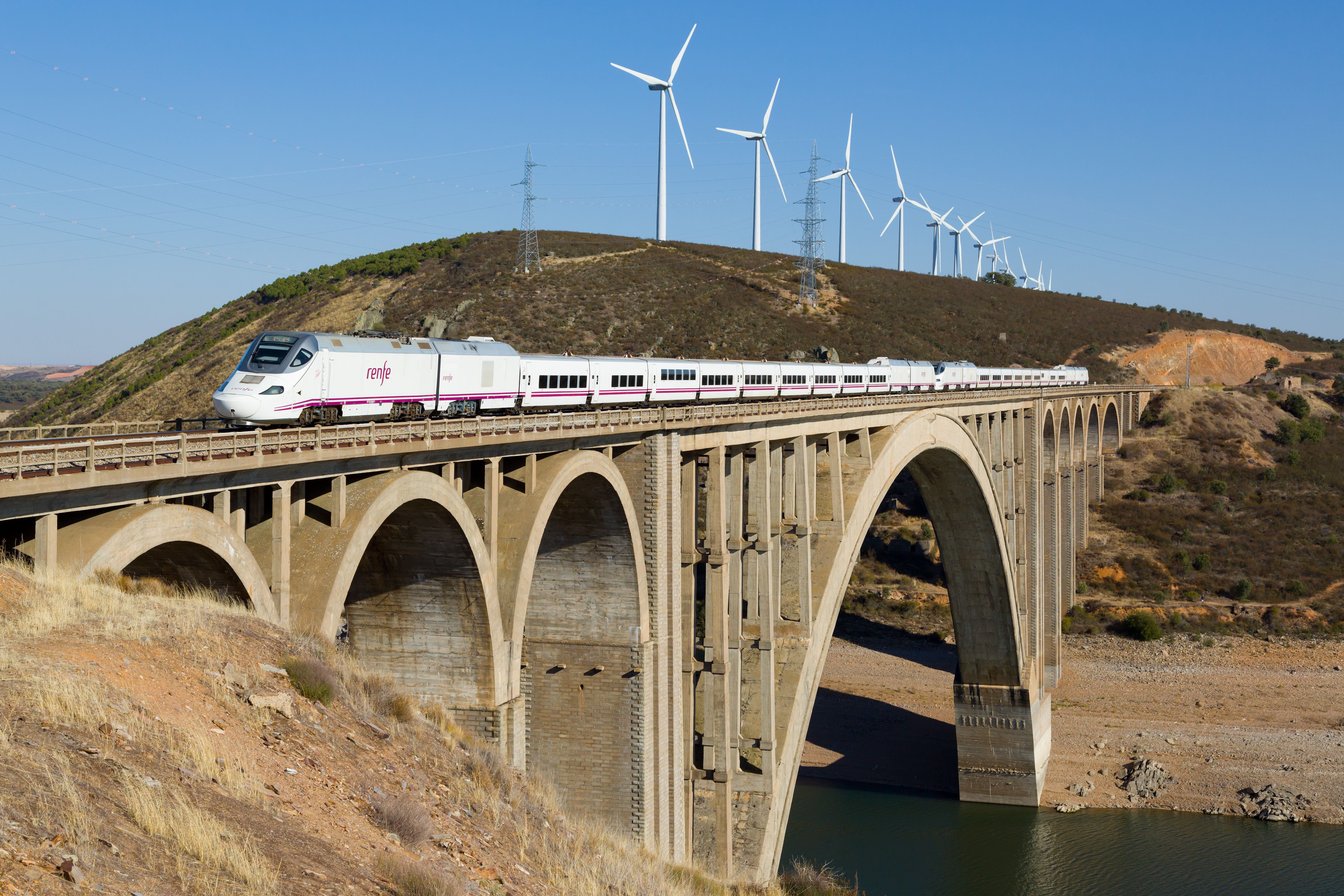
Deux trains Alvia de la Renfe se croisant sur le Viaducto Martin Gil proche de Zamora.

Réseau ferroviaire en Espagne

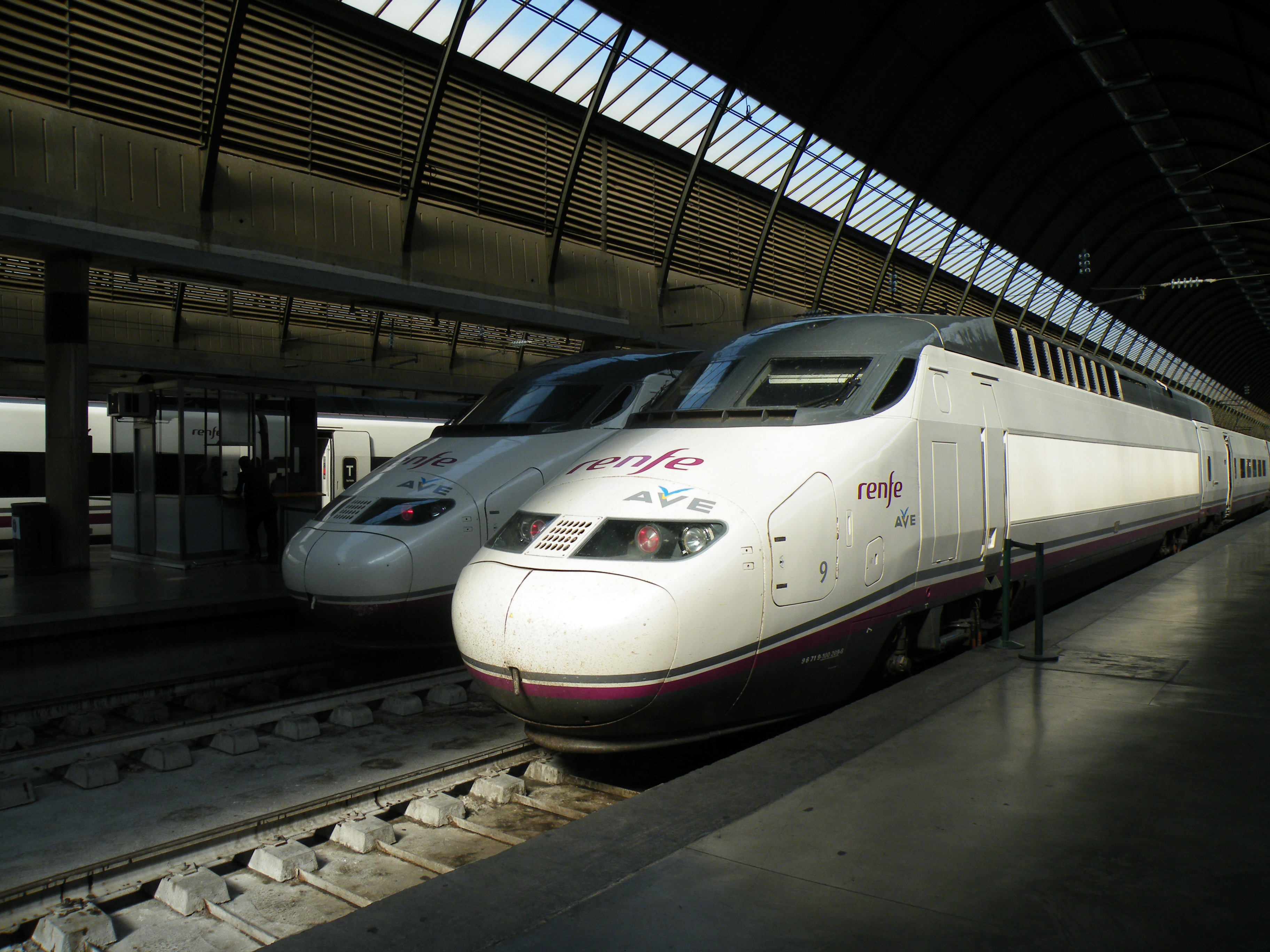
Train AVE en gare (Estación de Sevilla-Santa Justa). L'inauguration de l'AVE entre Sevilla et Madrid en 1992 a initié la réintroduction de l'écartement standard (1 435 mm) en Espagne.

L'Espagne compte plusieurs réseaux ferroviaires sur un total de 15 574 km: un récent réseau grande vitesse à écartement normal européen, et un réseau local plus ancien à voie large:
- à voie normale (1,435 m) : 1 589 km (ligne à grande vitesse), électrifiés en courant alternatif 25 kV 50 Hz.
- à voie large (1,668 m) : 11 755 km (6 490 km électrifiés en courant continu 3 kV ; 2 988 km à double voie)
- à voie métrique e moins: 2 203 km, dont 438 km électrifiés en courant continu 1,5 kV (1998)

Le principal exploitant des chemins de fer en Espagne est la Renfe. Le réseau à voie métrique est exploité par Feve (Ferrocarriles de vía estrecha) et d'autres compagnie régionales.
À partir de 2020, la SNCF devrait pouvoir commercialiser ses services sur certaines lignes dans le cadre de l'ouverture à la concurrence.
Le réseau principal est géré par le GIF (Gestor de infraestructuras ferroviarias).

### Ouverture du rail à la concurrence
Depuis mai 2021, l'ouverture à la concurrence doit permettre à Ouigo (groupe SNCF) d'exploiter la ligne entre les deux capitales espagnoles, Madrid et Barcelone. Ce nouvel opérateur a transporté 300 000 passagers en deux mois, soit 5 000 par jour, avec un taux de remplissage de 90 %.

### Lignes à grande vitesse
- LGV Madrid-Séville

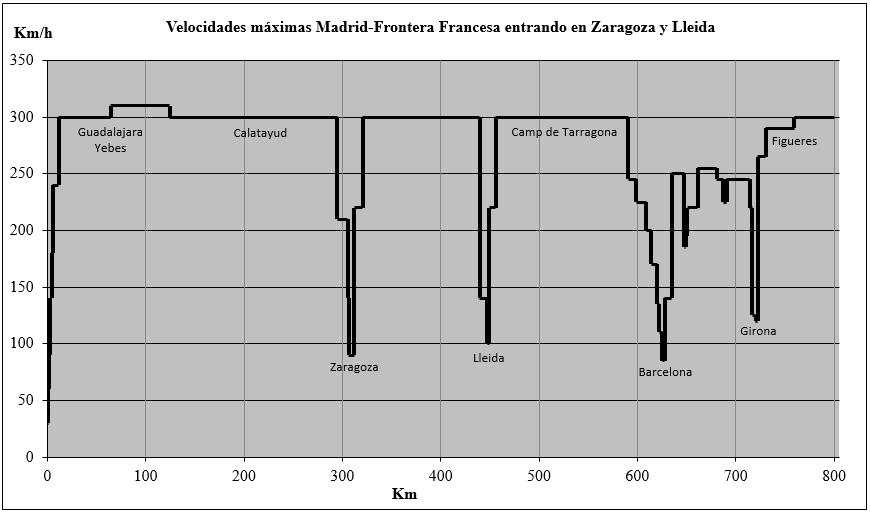
Vitesse maximale faisant apparaître les gares de Saragosse (Zaragoza) et Lérida (ou Lleida).

- LGV Madrid-Saragosse-Barcelone-Figueres
- LGV Perpignan-Figueres
- LGV Madrid-Segovie-Valladolid
- LGV Cordoue - Malaga
- LGV Saragosse-Huesca
- LGV Madrid-Tolède

### Lignes de banlieues
- Alicante/Murcie - Cercanias Murcie/Alicante
- Asturies - Cercanias Asturies
- Barcelone - Cercanias Barcelone
- Bilbao - Cercanias Bilbao
- Santander - Cercanias Santander
- Madrid - Cercanias Madrid
- Malaga - Cercanias Malaga
- Séville - Cercanias Séville
- Valence - Cercanias Valence
- Cadix - Cercanias Cadix
- St Sébastien - Cercanias Saint Sébastien
- Saragosse - Cercanías Saragosse

## Transport en commun

Transport ferroviaire métropolitain en Espagne

### Métro
- Barcelone - Métro de Barcelone
- Bilbao - Métro de Bilbao
- Madrid - Métro de Madrid
- Palma - Métro de Palma
- Saint-Sébastien - Métro de Saint-Sébastien
- Valence - Métro de Valence

### Métro léger
- Grenade - Métro léger de Grenade
- Madrid - Métro léger de Madrid
- Malaga - Métro léger de Malaga
- Séville - Métro de Séville

### Tramways
- Alicante - Tramway d'Alicante
- Barcelone - Trambesòs, Trambaix
- Bilbao - Tramway de Bilbao
- Cadix - Tram-train de la Baie de Cadix
- Jaen - Tramway de Jaén (suspendu)
- Majorque - Tramway de Sóller
- Murcie - Tramway de Murcie
- Parla - Tramway de Parla
- Saragosse - Tramway de Saragosse
- Séville - MetroCentro
- Tarragone - Tramway du camp de Tarragone (en projet)
- Tenerife - Tramway de Tenerife
- Velez Malaga - Tramway de Vélez-Málaga (suspendu)
- Vitoria-Gasteiz - Tramway de Vitoria

## Infrastructures routières

### Histoire du réseau routier espagnol

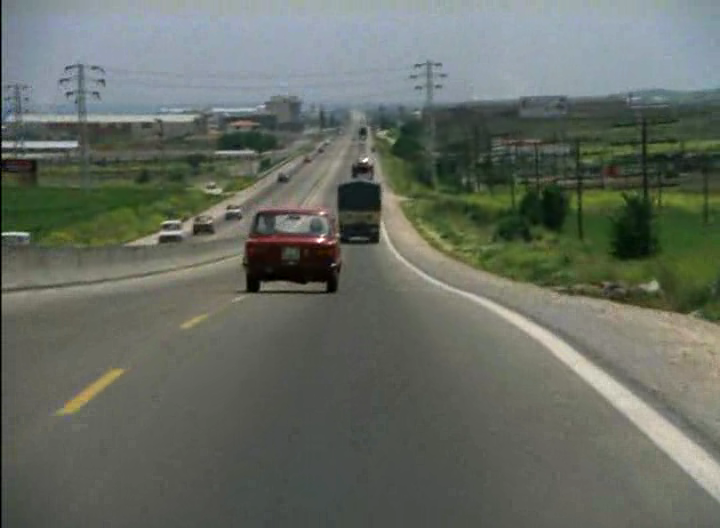
Route N-III en 1973

Autrefois dans un état relativement discutable, le réseau routier espagnol devient de nos jours une référence. De nombreux programmes de construction de voies rapides et d'autoroutes sont inscrits, afin de mailler le territoire de manière optimale et de faire face à l'afflux des transports de marchandises internationaux notamment.
Grâce à ces nouvelles autoroutes, l'Espagne est passé de 4 976 kilomètres d'autoroutes espagnoles soit 11% des 42 207 kilomètres d'autoroutes dans l'UE-28 en 1990 à 15 336 kilomètres d'autoroutes espagnoles soit 20% des 75 820 kilomètres d'autoroutes dans l'UE-28 en 2015.
| Extension du réseau d'autoroutes espagnoles                                                                            |
| --- |
| Pour des raisons techniques, il est temporairement impossible d'afficher le graphique qui aurait dû être présenté ici. |
| La longueur des autoroutes est exprimée en kilomètres (et non en unités impériales). À la date du 31 décembre.         |
| Sources: - Eurostat (road_if_motorwa serie)Modèle:Huh - Rac foundation (EU) (certaines années seulement)               |

### Sécurité du réseau routier

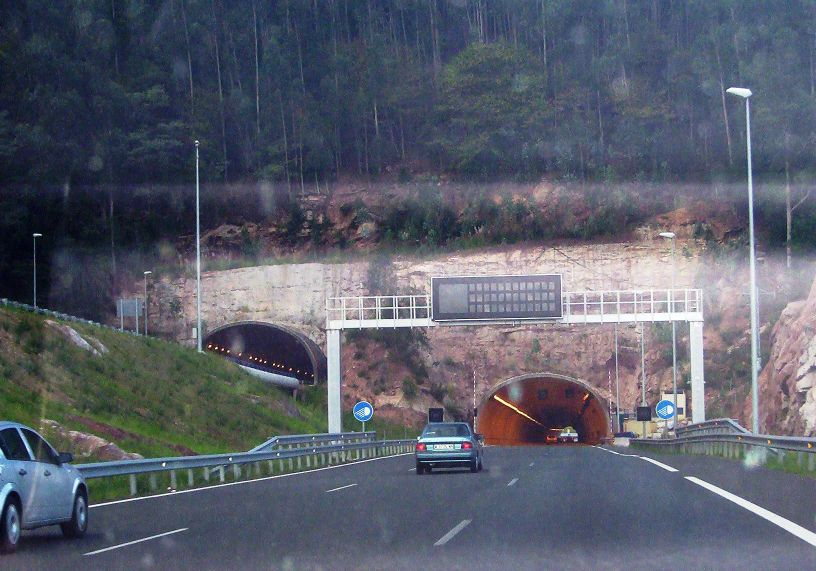
A-67. Autovía de la Meseta (Autoroute-Autovia de la Meseta) en Cantabria.

L'amélioration du réseau s'inscrit dans une politique de sécurité routière qui a fait de l'Espagne le quatrième pays sur 27 États membres de l'union européenne en matière de sécurité routière avec 3,9 tués annuels par million d'habitant,.

### Composition du réseau routier

Réseaux autoroutiers espagnols: autopistas et autovías.

Le réseau routier en Espagne totalise environ 660 000 kilomètres de voiries qui se composent d'environ 489 000 kilomètres de routes communales, 165 686 kilomètres de routes interurbaines de l'État, des communautés autonomes, provinces et Cabildos, et de 11 300 kilomètres d'autres routes. Les 165 686 kilomètres de routes non communales sont enregistrées et classifiées dans les registres d'un ministère.
| Type de voie                    | Géré par l'État | Géré par communauté autonome | Géré par province ou cabildo | Total   |
| ------------------------------- | --------------- | ---------------------------- | ---------------------------- | ------- |
| Autoroute à péage               | 2.539           | 329                          | 171                          | 3.039   |
| Autovía et autoroute sans péage | 8.949           | 2.929                        | 606                          | 12.484  |
| Route à double chaussée         | 486             | 758                          | 397                          | 1.641   |
| Autres routes                   | 14.419          | 67.309                       | 66.794                       | 148.522 |
| Total                           | 26.393          | 71.325                       | 67.968                       | 165.686 |

### Listes des réseaux autoroutiers
- Liste des autoroutes d'Espagne

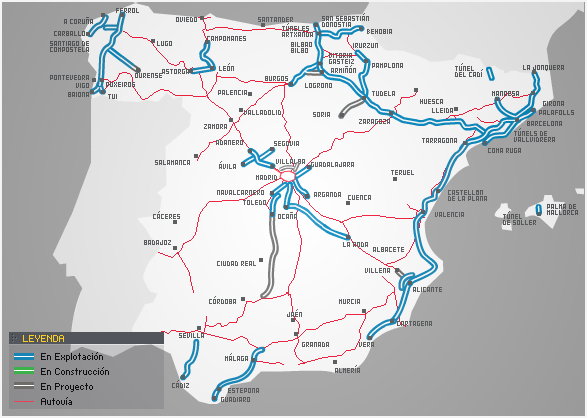
Autoroutes en Espagne
Autoroute - Autovia
Autoroute - Autopista

- Liste des autoroutes autonomes espagnoles
- Liste des autoroutes interurbaines gratuites espagnoles
- Liste des autoroutes interurbaines payantes espagnoles
- Liste des autoroutes urbaines espagnoles

Routes :

total : 346 858 km

revêtues : 343 389 km (dont 9 063 km d'autoroutes)

non revêtues : 3 469 km (1997)

## Infrastructures maritimes

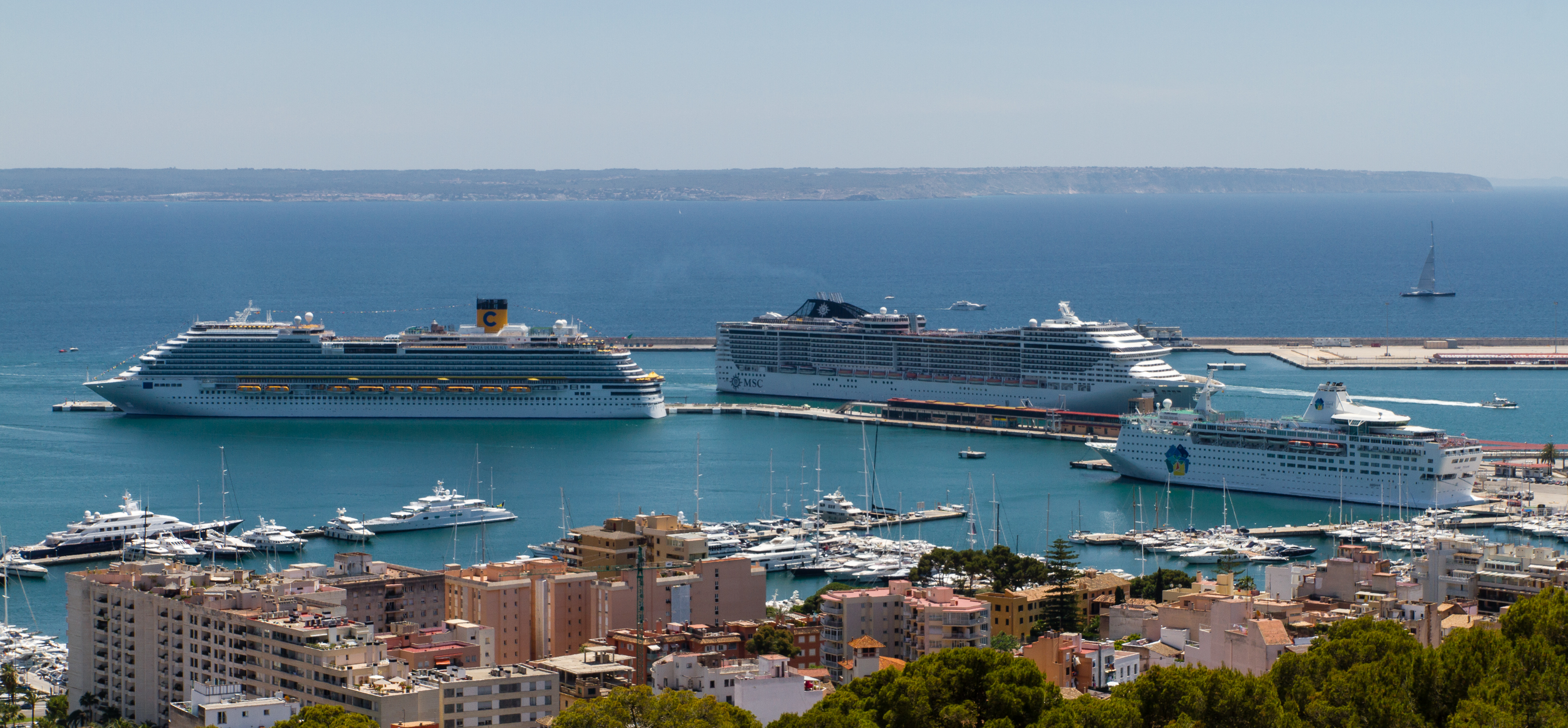
Bateaux de croisière au Port de Palma de Mallorca.

Conduites : Oléoducs : pétrole brut 265 km ; produits raffinés 1 794 km ; gazoducs 1 666 km
Ports : Port de la Baie d'Algésiras, Port d'Avilès, Port de Barcelone, Port de Bilbao, Port de la Baie de Cadix, Port de Cartagène, Port de Castellón, Port de Ceuta, Port de Huelva, Port de La Corogne, Port de Las Palmas de Gran Canaria (Îles Canaries), Port de Malaga, Port de Melilla, Port de Pasaia (Saint-Sébastien), Port de Gijon, Port de Santa Cruz de Ténérife (Îles Canaries), Port de Santander, Port de Séville (seul port fluvial espagnol), Port de Tarragone, Port de Valence, Port de Vigo
Marine marchande :

 Total : 130 navires (de 1000 tonneaux ou plus de jauge brute) totalisant 1 131 648 tonneaux (1 688 996 tonnes de port en lourd).

Navires par catégories : vraquiers 11, cargos 24, chimiquiers 9, porte-conteneurs 9, gaz liquéfiés 2, transport de bétail 1, passagers 1, pétroliers 24, cargos réfrigérés  5, navires rouliers 36, passagers à courte distance 7, citerniers spécialisés 1 (1999)

### Compagnies maritimes
- Nautas-Almaghreb
- Acciona Trasmediterranea
- Balearia
- Euroferrys
- Ferrys Rapidos del Sur
- Iscomar
- BalearExpress
- Buquebus España
- Naviera Armas

## Infrastructures aéroportuaires
Aéroports : 105 (1999)

Aéroports d'Espagne avec le trafic passager

Aéroports - avec pistes en dur :

Total : 70

 de plus de 3000 m : 15

 de 2500 à 3000 m :  11

 de 1500 à 2500 m :  17

  de 1000 à 1500 m :  17

 de moins de 1000 m :  10 (1999)
 Aéroports - avec pistes en terre :

 Total : 35

 de 1500 à 2500 m :  1

 de 1000 à 1500 m :  9

 de moins de 1000 m :  25 (1999)
 Héliports : 2 (1999)
Principaux aéroports : Aéroport Adolfo Suárez, de Madrid-Barajas, Aéroport international de Barcelone-El Prat, Aéroport de Malaga-Costa del Sol

### Compagnies aériennes espagnoles
- AeBal
- Air Europa
- Air Nostrum
- Air Pullmantur
- Binter Canarias
- Girjet
- Iberia
- Islas Airways
- Lagun Air
- LTE International Airways
- Vueling Airlines